# Charles-Victor Bracht
Charles-Victor baron Bracht (Antwerpen, 7 januari 1915 - aldaar, 10 april 1978) was een Belgisch ondernemer die in 1978 nationaal bekend werd nadat hij gekidnapt en vermoord werd.
Bracht stamde uit een Duitse adellijke familie. Hij had een vooraanstaande functie in talloze Antwerpse firma’s en holdings, gespecialiseerd in verzekeringen (N.V. Bracht-Aegis), bankwezen (Metropolitan Bank), vastgoed, rubberplantages (Sipef), leerhandel en wol. Ook was hij ereconsul van Oostenrijk. Zijn stoffelijk overschot werd bijgezet in het monumentale familiegraf van het geslacht Bracht op het Antwerpse Schoonselhof.
Op 7 maart 1978 werd Bracht in een Antwerpse parkeergarage ontvoerd door scheepselektricien Marcel “Dexter” Van Tongelen. Hij vroeg losgeld in ruil voor de vrijlating van de baron, maar de rechercheurs herkenden Van Tongelens stem omdat hij eerder nog informant van de politie was geweest. Omdat Van Tongelen niet kon bewijzen dat Bracht nog leefde, werd er geen losgeld betaald. Op 10 april 1978 werd Bracht vermoord teruggevonden op een stortplaats in Oelegem. Van Tongelen werd opgepakt en op 29 februari 1980 door het Antwerpse hof van assisen ter dood veroordeeld (wat volgens de Belgische wet destijds automatisch in levenslang werd omgezet). Tijdens verhoren bleef de gijzelnemer volhouden dat hij de baron al na twee minuten per ongeluk had gedood omdat Bracht zich krachtig verweerde bij het aftrekken van een kap. In 1991, na een gevangenisstraf te hebben uitgezeten van 13 jaar, kwam Van Tongelen vrij.
Charles-Victor Bracht was gehuwd met Geneviève de Hemptinne (†2010) en was de vader van Theo en Thérèse Bracht (°1948), die in 1970 met Daniel Janssen huwde.